# Langeberg (gmina)
Langeberg (do 2009 roku Breede River/Winelands) – gmina w Republice Południowej Afryki, w Prowincji Przylądkowej Zachodniej, w dystrykcie Cape Winelands. Siedzibą administracyjną gminy jest Ashton.